# Lasius pubescens
Lasius pubescens es una especie de hormiga del género Lasius, tribu, Lasiini, orden Hymenoptera. Fue descrita por Buren en 1942.

## Distribución
Se distribuye por China y Estados Unidos.

## Hábitat
Habita en bosques húmedos de frondosas. Se ha encontrado a elevaciones de 240 metros.